# Medinophyto histrio
Medinophyto histrio là một loài ruồi trong họ Tachinidae.